# Emund Stary
Emund Stary (zm. 1060) – nieślubny syn króla Olofa Skötkonunga i Edly (?). Król Szwecji w latach 1050 do 1060.
Przez jakiś czas przebywał na dworze książęcym w Kijowie. Po śmierci swojego przyrodniego brata Anunda Jakoba został w 1050 królem. 
Jego jedyny syn Anund zginął w 1060 w wyprawie zorganizowanej do Finlandii. Na Emundzie kończy się męska linia Englingerów na tronie królów Szwecji. Możliwe, iż córka Emunda poślubiła Stenkila Ragnvaldssona.